# رولاند ديلورم
رولاند ديلورم هو فنان قتال مختلط كندي، ولد في 18 ديسمبر 1983 في كندا.

## وصلات خارجية
- رولاند ديلورم على موقع يو إف سي (الإنجليزية)
- رولاند ديلورم على موقع شيردوغ (الإنجليزية)
- رولاند ديلورم على موقع IMDb (الإنجليزية)
- رولاند ديلورم على موقع قاعدة بيانات الفيلم (الإنجليزية)